# Toni Lović
Antun "Toni" Lović (Slavonski Brod, 2. srpnja 1967.) je hrvatski gitarist i glazbeni producent. Član je rock skupine Zabranjeno pušenje. Ranije je bio član rock sastava Hard Time i Buđenje.

## Životopis
Lović je rođen i odrastao u Slavonskom Brodu, gdje je završio osnovnu i srednju školu. Početkom 80-ih godina počeo se baviti glazbom i ubrzo je postao jedan od najboljih lokalnih gitarista. Godine 1988. suosnivač je brodskog heavy metal benda Sauron. Lović i njegov bend Sauron su objavili 1992. godine svoj prvi studijski album Better Tomorrow (hrv. Bolje sutra). Kasnije se preselio u Zagreb i pridružio tada poznatom heavy-metalskom bendu Hard Time. S njima je izdao dva albuma: Kad poludim..., izdan 1996. godine, kao i No.3. koji je izašao deset godina kasnije. Istodobno radi kao glazbeni producent u glazbenom studiju Alena Islamovića. Također je snimio dva studijska albuma s bendom Buđenje: Lipo vrime (2002) i Kosti i tilo (2005).
Od 2004. godine Lović je član rock skupine Zabranjeno pušenje. S njima je surađivao na posljednjih pet studijskih albuma: Hodi da ti čiko nešto da! (2006.), Muzej Revolucije (2009.), Radovi na cesti (2013.), Šok i nevjerica (2018.) i Karamba! (2022.). Također, kao studijski glazbenik snima gitare mnogim poznatim izvođačima i sastavima te radi u studiju Plavi film u Zagrebu.
Skupa s članom Zabranjenog pušenja Robijem Boldižarom, Lović je i član benda glazbeno-scenskog ansambla "Medley Teatar". Taj ansambl izvodi adaptirani rock mjuzikl Antigona: ProckKletstvo Roda, između ostalog.

## Diskografija
Hard Time
- Kad poludim... (1996.)
- No.3. (2006)

Zabranjeno pušenje
- Hodi da ti čiko nešto da! (2006.)
- Muzej Revolucije (2009.)
- Radovi na cesti (2013.)
- Šok i nevjerica (2018.)
- Live in Skenderija Sarajevo 2018 (2022.)
- Karamba! (2022.)
- Pušenje ubija (2025.)
- Uživo u Lisinskom (2025.)

## Vanjske poveznice
- Toni Lović na Discogsu
- Zabranjeno pušenje